# Rhizopogon buenoi
Rhizopogon buenoi är en svampart som beskrevs av Calonge & M.P. Martín 2001. Rhizopogon buenoi ingår i släktet Rhizopogon och familjen hartryfflar.   Inga underarter finns listade i Catalogue of Life.